# Uliczne historie
Uliczne historie – album stanowiący kompilację utworów grupy Slums Attack, wydany 21 października 2002 przez współpracujące Camey Studio i RRX Desant, nieautoryzowany przez Peję/Slums Attack, o czym mówi w dedykacjach i podziękowaniach albumu Szacunek ludzi ulicy. Peja otrzymał wynagrodzenie w wysokości 14% ceny hurtowej nośnika.

## Lista utworów
1. „Czas przemija” (rymy: Peja, Iceman, muzyka: Marcin Sierakowski, scratch: DJ Crazy)
2. „Śmierć” (rymy: Peja, Iceman, muzyka: A. Mikołajczak, W. Hoffman, Slums Attack)
3. „Bronx” (rymy: Peja, Iceman, muzyka: A. Mikołajczak, W. Hoffman, Slums Attack)
4. „Przemoc” (rymy: Peja, Iceman, muzyka: A. Mikołajczak, W. Hoffman, Slums Attack)
5. „Trudny dzieciak” (rymy: Peja, muzyka: M. Sierakowski, Slums Attack, scratch: DJ Crazy)
6. „Zwykła codzienność” (rymy: Peja, Iceman, muzyka: Peja, M. Sierakowski, Slums Attack, scratch: DJ Crazy)
7. „Wschodnie czy zachodnie” (rymy: Peja, muzyka: Peja, Marcin Sierakowski, scratch: DJ Crazy)
8. „Negatywny przekaz” (rymy: Peja, muzyka: Peja, scratch: DJ Crazy)
9. „Kilka krótkich zdań” (rymy: Peja, muzyka: Peja, Marcin Sierakowski, scratch: DJ Decks)
10. „Dlaczego” (rymy: Peja, muzyka: Peja i DJ Decks, scratch: DJ Decks)
11. „I nim zdarzy się cud” (rymy: Peja, muzyka: Peja i DJ Decks, scratch: DJ Decks)
12. „Zawsze będzie takie granie” (rymy: Peja, muzyka: Peja i Decks, scratch: DJ Decks)
13. „Człowiek się boi” (rymy: Peja, muzyka: Peja i Marcin Sierakowski, scratch: DJ Decks)
14. „Coś niedokończone” (gość. Da Blaze, rymy: Peja, Da Blaze, muzyka: Peja i Sebaj)
15. „Zachodnia część Polski” (rymy: Peja, muzyka: Peja i Sebaj, scratch: DJ Decks)
16. „I nie zmienia się nic” (rymy: Peja, muzyka: Peja i DJ Decks, scratch: DJ Decks)
17. „Pamiętam... nie zapomnę” (gość. Aifam Klika, rymy: Peja, Aifam Klika, muzyka: Peja, scratch: DJ Decks)
18. „Zawsze odbić się od dna, trzeba radę dać” (gościnnie Lamzas z Da Blaze, rymy: Peja, Lamzas, muzyka: Peja, scratch: DJ Decks)

Utwory:
- 2, 3, 4 pochodzą z płyty Slums Attack – Slums Attack
- 1, 5, 6 pochodzą z płyty Slums Attack – Zwykła codzienność
- 7, 13 pochodzą z kompilacji Wspólna scena
- 8, 9 pochodzą z kompilacji Znasz zasady
- 8, 10, 11, 12 pochodzą z płyty Slums Attack – Całkiem nowe oblicze
- 16, 17, 18 pochodzą z płyty Slums Attack – I nie zmienia się nic